# ボビー・ライル
ボビー・ライル（Bobby Lyle、1944年3月11日 - ）は、アメリカのソウル・ジャズ、スムーズ・ジャズ、フュージョンのピアニスト、作曲家。

## バイオグラフィ
テネシー州メンフィスに生まれる。6歳の時教会のオルガン奏者の母よりピアノを習い始めた。中学時代はクラリネットを演奏していたが後にまたピアノに切り替える。
16歳の時に最初のギグをし、1967年にフルタイム・ミュージシャンとなった。6年間メンフィスの地元で活動し、その後2年間、ヤングホルト・アンリミテッドとツアーした。戻った後にまたメンフィスで活動し、1974年に日本のCBSソニー（現・ソニー・ミュージックエンタテインメント）でファースト・アルバムを発表。
1976年にロサンゼルスに移り、スライ&ザ・ファミリー・ストーンと仕事に就く。その後ロニー・ロウズと共演し、キャピトル・レコードにてアルバムを発表。ジョージ・ベンソンやフィリス・ハイマン、エスター・フィリップスとも共演。1980年代初期にはベンソンのツアーにも参加。ベッド・ミドラーのディレクターにもなる。アル・ジャロウとも組み、ストレートアヘッド・コンボをキングで録音（エヴィダンスより再発される）。1986年にアニタ・ベイカーを指揮、ジェラルド・アルブライトとも共演する。
元々ファンキーな演奏をしていたが、アトランティック期以降スムーズ・ジャズ路線へとシフトしていく。2006年発表のアルバム『ハンズ・オン』より現在はヘッズ・アップに所属。

## ディスコグラフィ

### リーダー・アルバム
- 『ボビー・ライル・プレイズ・エレクトーンGX707』 - Bobby Lyle Plays (1974年、CBSソニー)
- 『ザ・ジェニー』 - The Genie (1977年、Capitol)
- 『ニュー・ウォーリアー』 - New Warrior (1978年、Capitol)
- 『ナイト・ファイア』 - Night Fire (1979年、Capitol)
- 『ナイト・ブリーズ』 - Night Breeze (1985年、Evidence) ※ボビー・ライル・トリオ名義
- 『アイヴォリー・ドリームズ』 - Ivory Dreams (1989年、Atlantic)
- 『ザ・ジャーニー』 - The Journey (1990年、Atlantic)
- 『ピアノマジック』 - Pianomagic (1991年、Atlantic)
- 『シークレット・アイランド』 - Secret Island (1992年、Atlantic)
- The Best of Bobby Lyle (1993年、Blue Note/Capitol)
- 『リズム・ストーリーズ』 - Rhythm Stories (1994年、Atlantic)
- 『パワー・オブ・タッチ』 - Power of Touch (1997年、Atlantic)
- Joyful (2002年、Three Keys)
- Straight and Smooth (2004年、Three Keys)
- 『ハンズ・オン』 - Hands On (2006年、Heads Up)

### 参加アルバム
ジョージ・ベンソン
- 『グッド・キング・バッド』 - Good King Bad (1975年、CTI)

ベニー・ゴルソン
- Killer Joe (1977年、Columbia)

エディ・ハリス
- That Is Why You're Overweight (1975年、Atlantic)

ガボール・ザボ
- Faces (1977年、Mercury)